# Bolanden
Bolanden település Németországban, Rajna-vidék-Pfalz tartományban. Lakosainak száma 2470 fő (2023. december 31.).

## Népesség
A település népességének változása:
| Lakosok száma | 1662 | 2496 | 2469 | 2511 | 2488 | 2470 |
|               | 1975 | 2017 | 2019 | 2021 | 2022 | 2023 |